# Jan Ludwik Łopacki
Jan Ludwik Łopacki herbu Lubicz – skarbnik ciechanowski i rotmistrz powiatu przasnyskiego w 1764 roku.
Jako poseł ziemi ciechanowskiej na sejm elekcyjny był elektorem Stanisława Augusta Poniatowskiego w 1764 roku z ziemi ciechanowskiej.